# Loïc Nego
Loïc Nego, né le 15 janvier 1991 à Paris, est un footballeur international hongrois qui joue au poste d'arrière droit au Havre AC. Né français, il a été naturalisé hongrois en 2019.
Loïc Nego est formé au FC Nantes avec lequel il débute chez les professionnels en Ligue 2. En 2011, en fin de contrat, il fait le choix de rejoindre l'AS Rome. Ne disputant aucun match avec les Giallorossi, le latéral droit de formation choisit de rejoindre le championnat hongrois après un passage non-concluant en Belgique au Standard Liège. Il connaît ensuite une première pige en Hongrie, au Újpest FC sur la deuxième moitié de 2013, avant d'être recruté par le Charlton Athletic en deuxième division anglaise six mois plus tard. Il fait son retour au Újpest FC à l'été 2014, prêté par le club anglais, où il se révèle et est engagé par le Videoton FC après une seule saison. Ses performances lui valent de remporter ses premiers titres, de jouer la coupe d'Europe et de devenir international hongrois. Il totalise plus de 300 matchs avec le club renommé du MOL Fehérvár FC.
Après être passé par toutes les sélections jeunes françaises, Nego se fait naturaliser hongrois en 2019, pays dans lequel il a alors évolué plus de sept saisons. Il est alors retenu en équipe A de Hongrie avec laquelle il fait ses débuts en octobre 2020. Participant à la qualification pour l'Euro 2020, jouée à l'été 2021, avec un but en finale de barrage, Nego est retenu pour disputer la compétition internationale.

## Biographie

### Enfance et pré-formation
Né à Paris dans une famille originaire de Guadeloupe, Loïc Nego grandit dans le quartier de La Muette à Garges-lès-Gonesse avec ses parents et ses deux sœurs. Loïc commence le football où il affronte à plusieurs reprises Wissam Ben Yedder, futur international français et originaire d'un autre quartier de Garges.
Il intègre ensuite le FC Bourget de 2004 à 2006 notamment en U14 fédéraux. Il est repéré par la cellule recrutement du FC Nantes lors de l'inter-district Île-de-France à Châtenay-Malabry en 2006.

### Formation et professionnel au FC Nantes
À quinze ans, Loïc Nego intègre le centre de formation du FC Nantes et signe un contrat aspirant de trois ans. Trois mois après, il est sélectionné en équipe de France des moins de 16 ans. Loïc est rapidement aligné dans les catégories jeunes : en U17, U19 puis en équipe réserve. En septembre 2008, le club lui fait signer son premier contrat de joueur professionnel.

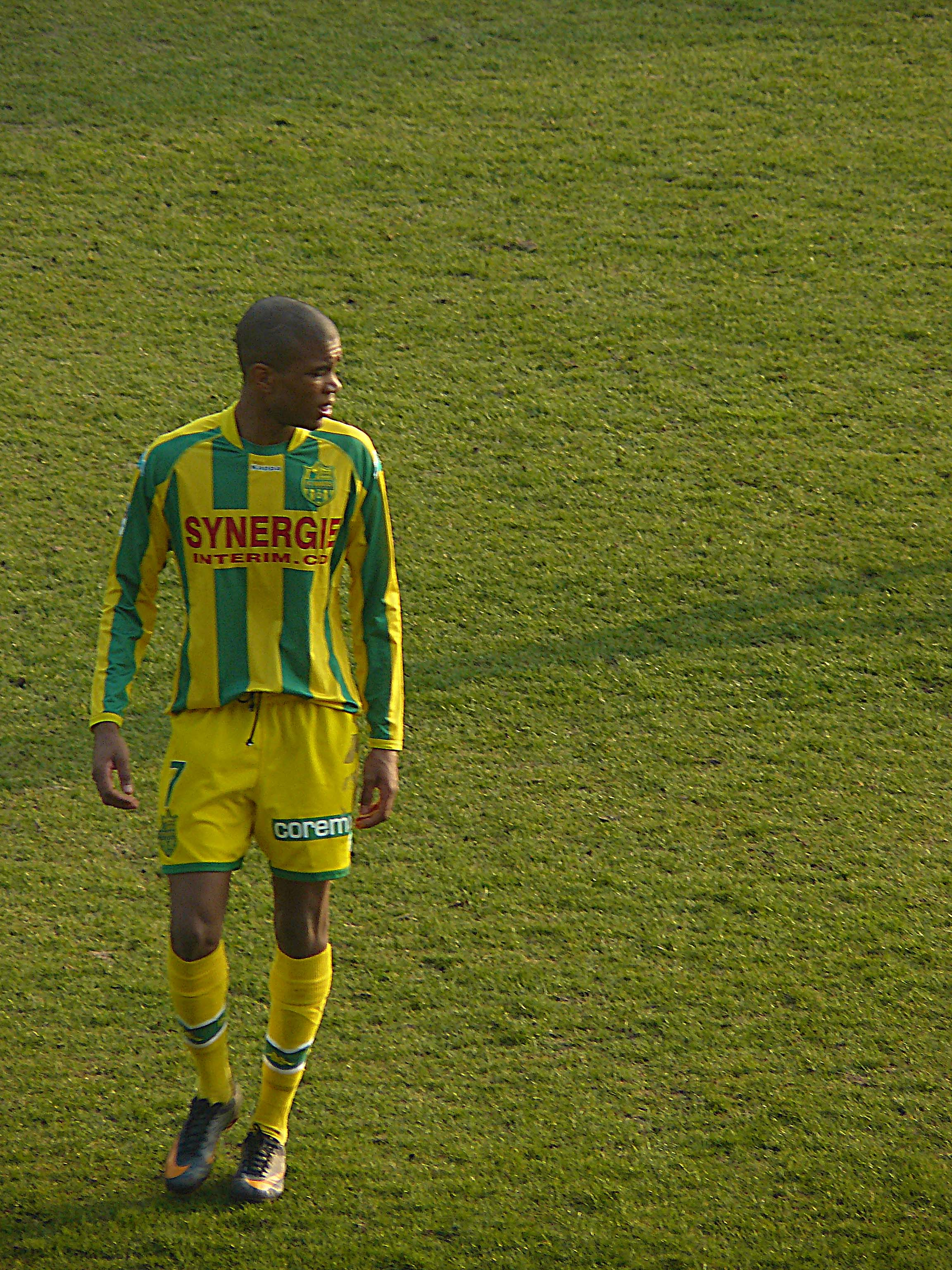
Loïc Nego en mars 2011 avec le FC Nantes.

En 2010, Loïc Nego est retenu dans groupe professionnel par Élie Baup et se voit lancé en Ligue 2 en 2010 par Baptiste Gentili. Le 20 novembre 2010, il marque son premier but en match officiel lors de la rencontre en Coupe de France entre Romagné (DSR) et le FC Nantes. Contre Lille, toujours en Coupe de France, le 2 février 2011, il inscrit son tir au but face Mickaël Landreau (1-1ap 3-2tab). Il prend part à douze matches en championnat et trois en Coupe de France avant de refuser une prolongation de contrat avec son club formateur. Dès lors, il est écarté de l'équipe.

### Départ non-concluant à l'AS Rome
Après avoir refusé plusieurs prolongations de contrat du FC Nantes, donc libre de tout engagement, il rejoint l'AS Rome le 19 juillet 2011 avec à la clé un contrat de cinq ans.
Mais, alors que son éclosion est attendue, Nego reste cantonné à la Primavera (l'équipe de jeunes de la Roma) et quitte le club en janvier 2013 sans avoir joué le moindre match,.
Le 31 janvier 2013, il arrive au Standard de Liège sous la forme d'un prêt avec option d'achat, mais ne joue toujours pas. Le Français attend le 19 mai 2013 pour jouer son premier match sous les couleurs du Standard.

### Première expérience hongroise
Loïc Nego signe, début septembre 2013, un contrat de deux ans en faveur du club hongrois de Újpest dirigé par Roderick Duchâtelet, fils du président du Standard.
Le 29 janvier 2014, il quitte le club hongrois pour la Championship et le Charlton Athletic. Il signe un contrat pour trois ans et demi.
Il ne fera qu'une seule apparition avec l'équipe de Charlton et, au début de la saison 2014-2015, il repart pour Újpest où il est prêté pour un an. Grâce à la première saison pleine de sa carrière, le Videoton FC le recrute fin août 2015.

### Coupe d'Europe et international avec Videoton
Le 31 août 2015, il s'engage pour trois ans avec le MOL Fehérvár FC.
Nego est champion de Hongrie 2017-2018 avec son club,. À 27 ans, le Français inscrit six buts en trente matches de Championnat et est sacré pour la première fois.
En décembre 2018 contre Chelsea FC, en phase de poules de Ligue Europa, Nego pétrifie le gardien Willy Caballero et donne l'avantage à son équipe d'une volée (2-2). Lors de la saison 2018-2019, lui et son club remportent la Coupe de Hongrie. Le Français est élu meilleur joueur du championnat. Attiré par ses performances, le patron de la Fédération hongroise Sándor Csányi décide de tout faire pour naturaliser le Français afin qu'il rejoigne les rangs de la sélection hongroise,.
En novembre 2020, Nego totalise 33 buts et 31 passes décisives en 218 rencontres avec le club,. Au terme de la saison 2020-2021, il compte 242 matchs avec le club rebaptisé MOL Fehervar.

### Retour en France au Havre AC
Le 23 juin 2023, le Havre AC annonce que Loïc Nego s'engage pour deux années avec le club, tout juste promu en Ligue 1. Nego retrouve le championnat français douze ans après l'avoir quitté.

### En sélection

#### Jeune français
Loïc Nego passe par toutes les équipes de France jeunes, des U16 jusqu'aux U20. Il participe avec les moins de 17 ans au championnat d'Europe des moins de 17 ans en 2008. Lors de cette compétition organisée en Turquie, il est titulaire et joue cinq matchs. La France s'incline en finale face à l'Espagne.
En 2010, il dispute le championnat d'Europe avec les moins de 19 ans dirigée par Francis Smerecki aux côtés d'Antoine Griezmann, dont il partage la chambre, et Alexandre Lacazette,. Lors de cette compétition, jouée en France, il est titulaire et joue cinq matchs, faisant partie des trois joueurs qui ont joué tous les matchs de la phase finale de l'Euro. La France remporte le tournoi en prenant sa revanche sur l'Espagne.
Par la suite, avec les moins de 20 ans, il prend part à la Coupe du monde de la catégorie en 2011 organisée en Colombie. Lors du mondial junior, il joue cinq matchs. Il se met en évidence en délivrant une passe décisive en phase de groupe contre la Corée du Sud. La France se classe quatrième du mondial, en étant battue par le Mexique lors de la « petite finale ». Il totalise vingt capes avec les U20 français.
Loïc Nego totalise 44 capes (un but) en équipes nationales jeunes. Son aventure avec les Bleuets s'achève lors de son départ pour l'AS Rome.

#### International A hongrois
Naturalisé hongrois en 2019, il déclare : « La France est mon pays, mais je me sens chez moi en Hongrie ». « Je savais que ma probabilité de jouer en équipe de France était proche de zéro, donc j'ai sauté sur l'occasion qui m'a été offerte » indique le latéral droit de formation. Il est sélectionné pour la première fois en équipe de Hongrie face à la Bulgarie le 8 octobre 2020 (victoire 1-3). Il ne sait cependant pas parler la langue hongroise malgré sa naturalisation.
Le 12 novembre 2020, pour sa seconde cape contre l'Islande en finale de barrage de qualification pour l'Euro 2020, Nego entre en jeu à la 84e minute alors que son équipe est menée au score. Il égalise à 1-1 seulement quatre minutes plus tard avant que l'équipe l'emporte dans le temps additionnel et se qualifie (victoire 2-1),. Le 31 mars 2021, il inscrit son deuxième but en équipe nationale, contre Andorre, lors des éliminatoires du mondial 2022 (victoire 1-4).
Remplaçant pour le premier match du Championnat d'Europe 2020, en juin 2021, contre le Portugal, le défenseur entre en jeu lors de la dernière demi-heure pour ce qui constitue sa douzième sélection (défaite 3-0). Il est titularisé contre l'équipe de son pays natal, la France, au match suivant (1-1).
En mai 2024, il est sélectionné par Marco Rossi pour participer à l'Euro 2024 avec la Hongrie.

## Style de jeu
Loïc Nego est un défenseur latéral droit polyvalent. Au cours de sa formation, Loïc Nego, initialement arrière droit, est utilisé à différents postes : défenseur central, milieu excentré droit et même en soutien de l'attaquant lors du beau parcours en Gambardella 2009-2010.

## Statistiques

### Statistiques détaillées
| Saison                | Club                     | Championnat           | Championnat | Championnat | Championnat | Coupe(s) nationale(s) | Coupe(s) nationale(s) | Coupe(s) nationale(s) | Compétition(s) continentale(s) | Compétition(s) continentale(s) | Compétition(s) continentale(s) | Compétition(s) continentale(s) | Total | Total | Total |
| Saison                | Club                     | Division              | M.          | B.          | P.d.        | M.                    | B.                    | P.d.                  | Comp.                          | M.                             | B.                             | P.d.                           | M.    | B.    | P.d.  |
| 2009-2010             | FC Nantes                | Ligue 2               | 1           | 0           | 0           | -                     | -                     | -                     | -                              | -                              | -                              | -                              | 1     | 0     | 0     |
| 2010-2011             | FC Nantes                | Ligue 2               | 12          | 0           | 0           | 5                     | 2                     | 0                     | -                              | -                              | -                              | -                              | 17    | 2     | 0     |
| Sous-total            | Sous-total               | Sous-total            | 13          | 0           | 0           | 5                     | 2                     | 0                     | -                              | -                              | -                              | -                              | 18    | 2     | 0     |
| 2011-2012             | AS Rome                  | Serie A               | -           | -           | -           | -                     | -                     | -                     | -                              | -                              | -                              | -                              | 0     | 0     | 0     |
| 2012-2013             | AS Rome                  | Serie A               | -           | -           | -           | -                     | -                     | -                     | -                              | -                              | -                              | -                              | 0     | 0     | 0     |
| Sous-total            | Sous-total               | Sous-total            | 0           | 0           | 0           | -                     | -                     | -                     | -                              | -                              | -                              | -                              | 0     | 0     | 0     |
| 2012-2013             | Standard de Liège (prêt) | JPL                   | 2           | 0           | 2           | -                     | -                     | -                     | -                              | -                              | -                              | -                              | 2     | 0     | 2     |
| 2013-2014             | Újpest FC                | NB I.                 | 4           | 1           | 1           | 2                     | 0                     | 2                     | -                              | -                              | -                              | -                              | 6     | 1     | 3     |
| 2013-2014             | Charlton Athletic        | Championship          | 1           | 0           | 0           | -                     | -                     | -                     | -                              | -                              | -                              | -                              | 1     | 0     | 0     |
| 2014-2015             | Újpest FC (prêt)         | NB I.                 | 23          | 2           | 1           | 6                     | 0                     | 0                     | -                              | -                              | -                              | -                              | 29    | 2     | 1     |
| 2015-2016             | Videoton FC              | NB I.                 | 26          | 6           | 2           | 3                     | 0                     | 0                     | -                              | -                              | -                              | -                              | 29    | 6     | 2     |
| 2016-2017             | Videoton FC              | NB I.                 | 32          | 2           | 5           | 3                     | 0                     | 2                     | C3                             | 5                              | 0                              | 1                              | 40    | 2     | 8     |
| 2017-2018             | Videoton FC              | NB I.                 | 31          | 6           | 3           | 3                     | 0                     | 1                     | C3                             | 8                              | 0                              | 1                              | 42    | 6     | 5     |
| 2018-2019             | Videoton FC              | NB I.                 | 33          | 5           | 8           | 10                    | 1                     | 1                     | C1+C3                          | 8+6                            | 2+1                            | 2+1                            | 57    | 9     | 12    |
| 2019-2020             | MOL Vidi                 | NB I.                 | 26          | 3           | 2           | 7                     | 0                     | 1                     | C3                             | 4                              | 3                              | 0                              | 37    | 6     | 3     |
| 2020-2021             | Mol Fehérvár             | NB I.                 | 28          | 6           | 3           | 5                     | 0                     | 0                     | C3                             | 4                              | 0                              | 0                              | 37    | 6     | 3     |
| 2021-2022             | Mol Fehérvár             | NB I.                 | 30          | 2           | 11          | 4                     | 1                     | 0                     | C4                             | 2                              | 0                              | 0                              | 36    | 3     | 11    |
| 2022-2023             | Mol Fehérvár             | NB I.                 | 26          | 1           | 3           | 2                     | 0                     | 0                     | C4                             | 6                              | 0                              | 2                              | 34    | 1     | 5     |
| Sous-total            | Sous-total               | Sous-total            | 232         | 31          | 37          | 27                    | 2                     | 5                     | -                              | 43                             | 6                              | 7                              | 302   | 39    | 49    |
| 2023-2024             | Le Havre AC              | Ligue 1               | 28          | 0           | 3           | 3                     | 0                     | 0                     | -                              | -                              | -                              | -                              | 31    | 0     | 3     |
| 2024-2025             | Le Havre AC              | Ligue 1               | 31          | 0           | 1           | 1                     | 0                     | 0                     | -                              | -                              | -                              | -                              | 32    | 0     | 1     |
| Sous-total            | Sous-total               | Sous-total            | 59          | 0           | 4           | 4                     | 0                     | 0                     | -                              | -                              | -                              | -                              | 63    | 0     | 4     |
| Total sur la carrière | Total sur la carrière    | Total sur la carrière | 335         | 34          | 45          | 53                    | 4                     | 7                     | -                              | 43                             | 6                              | 7                              | 431   | 44    | 59    |

### En sélection nationale
| Saison                | Sélection             | Phases finales        | Phases finales | Phases finales | Phases finales | Éliminatoires | Éliminatoires | Éliminatoires | Ligue des nations | Ligue des nations | Ligue des nations | Matchs amicaux | Matchs amicaux | Matchs amicaux | Total | Total | Total |
| Saison                | Sélection             | Compétition           | M              | B              | Pd             | M             | B             | Pd            | M                 | B                 | Pd                | M              | B              | Pd             | M     | B     | Pd    |
| --------------------- | --------------------- | --------------------- | -------------- | -------------- | -------------- | ------------- | ------------- | ------------- | ----------------- | ----------------- | ----------------- | -------------- | -------------- | -------------- | ----- | ----- | ----- |
| 2020-2021             | Hongrie               | Euro 2020             | 3              | 0              | 0              | 5             | 2             | 0             | 4                 | 0                 | 0                 | 2              | 0              | 0              | 14    | 2     | 0     |
| 2021-2022             | Hongrie               | -                     | -              | -              | -              | 4             | 0             | 2             | 4                 | 0                 | 0                 | 2              | 0              | 0              | 10    | 0     | 2     |
| 2022-2023             | Hongrie               | -                     | -              | -              | -              | 2             | 0             | 0             | 2                 | 0                 | 0                 | -              | -              | -              | 4     | 0     | 0     |
| 2023-2024             | Hongrie               | -                     | -              | -              | -              | 4             | 0             | 2             | -                 | -                 | -                 | 4              | 0              | 0              | 8     | 0     | 2     |
| 2024-2025             | Hongrie               | -                     | -              | -              | -              | -             | -             | -             | 4                 | 0                 | 0                 | 2              | 0              | 1              | 6     | 0     | 1     |
| Total sur la carrière | Total sur la carrière | Total sur la carrière | 3              | 0              | 0              | 15            | 2             | 4             | 14                | 0                 | 0                 | 10             | 0              | 1              | 42    | 2     | 5     |

### Liste des matchs internationaux
|     | Date              | Lieu                                          | Adversaire           | Résultat | Compétition                       | Notes                                                                  |
| --- | ----------------- | --------------------------------------------- | -------------------- | -------- | --------------------------------- | ---------------------------------------------------------------------- |
| 1.  | 8 octobre 2020    | Stade national Vassil-Levski, Sofia, Bulgarie | Bulgarie             | 1 - 3    | Éliminatoires Euro 2020           | Entre en jeu à la place de Filip Holender à la 70e minute de jeu.      |
| 2.  | 11 octobre 2020   | Stade Rajko Mitić, Belgrade, Serbie           | Serbie               | 0 - 1    | Ligue des nations 2020-2021       | Entre en jeu à la place de Nemanja Nikolić à la 76e minute de jeu.     |
| 3.  | 14 octobre 2020   | VTB Arena, Moscou, Russie                     | Russie               | 0 - 0    | Ligue des nations 2020-2021       | Titulaire.                                                             |
| 4.  | 12 novembre 2020  | Stade Ferenc-Puskás, Budapest, Hongrie        | Islande              | 2 - 1    | Éliminatoires Euro 2020           | Entre en jeu à la place de Ádám Nagy à la 84e minute de jeu.           |
| 5.  | 15 novembre 2020  | Stade Ferenc-Puskás, Budapest, Hongrie        | Serbie               | 1 - 1    | Ligue des nations 2020-2021       | Entre en jeu à la place de Dávid Sigér à la 57e minute de jeu.         |
| 6.  | 18 novembre 2020  | Stade Ferenc-Puskás, Budapest, Hongrie        | Turquie              | 2 - 0    | Ligue des nations 2020-2021       | Titulaire et remplacé par Endre Botka à la 89e minute de jeu.          |
| 7.  | 25 mars 2021      | Stade Ferenc-Puskás, Budapest, Hongrie        | Pologne              | 3 - 3    | Éliminatoires Coupe du monde 2022 | Entre en jeu à la place de Gergő Lovrencsics à la 66e minute de jeu.   |
| 8.  | 28 mars 2021      | Stade de Saint-Marin, Serravalle, Saint-Marin | Saint-Marin          | 0 - 3    | Éliminatoires Coupe du monde 2022 | Titulaire et remplacé par Zsolt Kalmár à la 46e minute de jeu.         |
| 9.  | 31 mars 2021      | Estadi Comunal, Andorre-la-Vieille, Andorre   | Andorre              | 1 - 4    | Éliminatoires Coupe du monde 2022 | Entre en jeu à la place de László Kleinheisler à la 83e minute de jeu. |
| 10. | 4 juin 2021       | Stade Ferenc-Szusza, Budapest, Hongrie        | Chypre               | 1 - 0    | Match amical                      | Entre en jeu à la place de László Kleinheisler à la 46e minute de jeu. |
| 11. | 8 juin 2021       | Stade Ferenc-Szusza, Budapest, Hongrie        | République d'Irlande | 0 - 0    | Match amical                      | Entre en jeu à la place de László Kleinheisler à la 63e minute de jeu. |
| 12. | 15 juin 2021      | Stade Ferenc-Puskás, Budapest, Hongrie        | Portugal             | 0 - 3    | Euro 2020                         | Entre en jeu à la place d'András Schäfer à la 66e minute de jeu.       |
| 13. | 19 juin 2021      | Stade Ferenc-Puskás, Budapest, Hongrie        | France               | 1 - 1    | Euro 2020                         | Titulaire.                                                             |
| 14. | 23 juin 2021      | Allianz Arena, Munich, Allemagne              | Allemagne            | 2 - 2    | Euro 2020                         | Titulaire.                                                             |
| 15. | 9 octobre 2021    | Stade Ferenc-Puskás, Budapest, Hongrie        | Albanie              | 0 - 1    | Éliminatoires Coupe du monde 2022 | Titulaire et remplacé par János Hahn à la 83e minute de jeu.           |
| 16. | 12 octobre 2021   | Stade de Wembley, Londres, Angleterre         | Angleterre           | 1 - 1    | Éliminatoires Coupe du monde 2022 | Titulaire et remplacé par Bendegúz Bolla à la 93e minute de jeu.       |
| 17. | 12 novembre 2021  | Stade Ferenc-Puskás, Budapest, Hongrie        | Saint-Marin          | 4 - 0    | Éliminatoires Coupe du monde 2022 | Titulaire.                                                             |
| 18. | 15 novembre 2021  | Stade national de Varsovie, Varsovie, Pologne | Pologne              | 1 - 2    | Éliminatoires Coupe du monde 2022 | Titulaire.                                                             |
| 19. | 24 mars 2022      | Stade Ferenc-Puskás, Budapest, Hongrie        | Serbie               | 0 - 1    | Match amical                      | Titulaire et remplacé par Bendegúz Bolla à la 59e minute de jeu.       |
| 20. | 29 mars 2022      | Windsor Park, Belfast, Irlande du Nord        | Irlande du Nord      | 0 - 1    | Match amical                      | Titulaire.                                                             |
| 21. | 4 juin 2022       | Stade Ferenc-Puskás, Budapest, Hongrie        | Angleterre           | 1 - 0    | Ligue des nations 2022-2023       | Titulaire.                                                             |
| 22. | 7 juin 2022       | Stade Dino-Manuzzi, Cesena, Italie            | Italie               | 2 - 1    | Ligue des nations 2022-2023       | Titulaire et remplacé par Attila Fiola à la 58e minute de jeu.         |
| 23. | 11 juin 2022      | Stade Ferenc-Puskás, Budapest, Hongrie        | Allemagne            | 1 - 1    | Ligue des nations 2022-2023       | Entre en jeu à la place de Zsolt Nagy à la 83e minute de jeu.          |
| 24. | 14 juin 2022      | Molineux Stadium, Wolverhampton, Angleterre   | Angleterre           | 0 - 4    | Ligue des nations 2022-2023       | Entre en jeu à la place de Roland Sallai à la 78e minute de jeu.       |
| 25. | 23 septembre 2022 | Red Bull Arena, Leipzig, Allemagne            | Allemagne            | 0 - 1    | Ligue des nations 2022-2023       | Entre en jeu à la place de Dominik Szoboszlai à la 85e minute de jeu.  |
| 26. | 26 septembre 2022 | Stade Ferenc-Puskás, Budapest, Hongrie        | Italie               | 0 - 2    | Ligue des nations 2022-2023       | Entre en jeu à la place de Bendegúz Bolla à la 75e minute de jeu.      |
| 27. | 27 mars 2023      | Stade Ferenc-Puskás, Budapest, Hongrie        | Bulgarie             | 3 - 0    | Éliminatoires Euro 2024           | Entre en jeu à la place de Bendegúz Bolla à la 86e minute de jeu.      |

### Buts internationaux
| #  | Date             | Lieu                                        | Adversaire | Score | Résultat | Compétition                       |
| -- | ---------------- | ------------------------------------------- | ---------- | ----- | -------- | --------------------------------- |
| 1. | 12 novembre 2020 | Stade Ferenc-Puskás, Budapest, Hongrie      | Islande    | 1-1   | 2-1      | Éliminatoires Euro 2020           |
| 2. | 31 mars 2021     | Estadi Comunal, Andorre-la-Vieille, Andorre | Andorre    | 0-4   | 1-4      | Éliminatoires Coupe du monde 2022 |

## Palmarès
Le premier titre de Loïc Nego est international. Il participe d'abord, avec l'équipe de France des moins de 17 ans, au championnat d'Europe en 2008. La France s'incline en finale face à l'Espagne. En 2010, il dispute le championnat d'Europe avec les moins de 19 ans. La France remporte le tournoi. Par la suite, avec les moins de 20 ans, il prend part à la Coupe du monde de la catégorie en 2011. La France se classe quatrième du mondial, en étant battue par le Mexique lors de la petite finale.
Nego est champion de Hongrie 2017-2018 avec le MOL Fehérvár FC,. Lors de la saison suivante, lui et son club remportent la Coupe de Hongrie. En 2014, son équipe d'alors, le Újpest FC, remporte la Coupe hongroise. Mais Nego ne dispute pas la finale et n'est donc pas reconnu vainqueur.
| FC Nantes                              | Fehérvár FC                                                                                                  | En sélection national |
| -------------------------------------- | --- | --- |
| - Coupe Gambardella - Finaliste : 2009 | - Championnat de Hongrie (1) - Vainqueur : 2018 - Coupe de Hongrie (1) - Vainqueur : 2019 - Finaliste : 2021 | - Championnat d'Europe -19 ans (1) - Vainqueur : 2010 - Coupe du monde -20 ans - Quatrième : 2011 - Championnat d'Europe -17 ans - Finaliste : 2008 |